# Guichet du Savoir
Le Guichet du Savoir est le service de référence virtuel de la Bibliothèque municipale de Lyon.  Ce service de questions-réponses en ligne ouvre au public le 29 mars 2004. Il donne la possibilité à tout le monde de poser une question et d'obtenir une réponse donnée par un ou une bibliothécaire.

## Histoire
La Bibliothèque de Lyon est l’une des premières bibliothèques françaises à avoir investi le Web, dès 1996. La fréquentation du public dans les bibliothèques est en augmentation jusqu'en 2003; au cours des années suivantes, la population qui emprunte les documents diminue. Les usagers s'intéressent aux supports non imprimés, CD, DVD puis à l'offre qu'ils trouvent sur internet. Ils fréquentent moins les lieux des bibliothèques.
Le développement du numérique est un objectif de la Ville de Lyon qui soutient les projets.
L'idée de ce service prend naissance en 2002, le projet est acté en 2003, la mise en place se fait dès janvier 2004 et le Guichet du Savoir est inauguré le 29 avril 2004.

## Fonctionnement du service
Les internautes peuvent poser des questions d’ordre documentaire pour obtenir un renseignement ou une information, dans la limite de trois questions par personne et par semaine. Les questions sont enregistrées via un formulaire de contact en ligne. L'inscription est anonyme, dans un souci de non-discrimination. Quiconque peut poser une question, même s'il n'est pas un usager inscrit à la bibliothèque. Toute question est acceptée et jugée légitime.  
Ce sont exclusivement les bibliothécaires de la Bibliothèque municipale de Lyon qui apportent la réponse ou des pistes de recherche. Ils s’engagent à répondre sous soixante-douze heures maximum. Ils peuvent orienter des recherches plus spécifiques vers des ouvrages de la BML en fournissant une bibliographie, et éventuellement vers des sources extérieures.  
L'enjeu de la consultation à distance est d'élargir le service rendu aux usagers, mais aussi à un public plus large qui ne fréquente pas toujours les bibliothèques. C'est une occasion de faire connaitre au grand public les ressources documentaires consultables et empruntables dans la bibliothèque : livres, journaux, médias… La valorisation du patrimoine local ou régional revient comme un sujet fréquent en lien avec des questions spécifiques concernant la ville de Lyon. Toutes les réponses sont publiées, elles peuvent fournir une base de connaissance réutilisable apportant une réponse aux futures questions éventuelles.  